# Vụ hỏa hoạn chung cư Carina Plaza
Rạng sáng ngày 23 tháng 3 năm 2018, một vụ hỏa hoạn đã bùng phát tại khu chung cư Carina Plaza (gồm 3 tòa nhà), tọa lạc tại số 1648, đại lộ Võ Văn Kiệt, phường 16, quận 8, Thành phố Hồ Chí Minh. Đây là vụ hoả hoạn nghiêm trọng nhất trong hơn chục năm ở Thành phố Hồ Chí Minh kể từ sau Vụ hoả hoạn ITC năm 2002.

## Chung cư
Chung cư Carina có diện tích sử dụng 20.000 m2, có ba dãy nhà cao từ 15 đến 21 tầng, đã xây được 40% (736 căn hộ đã được sử dụng, trong một dự án hoạch định là 4.000 căn hộ. Chung cư được đưa vào sử dựng năm 2012. Nhóm bảo vệ trong thời điểm vụ cháy xảy ra có 12 người trực, riêng tầng hầm có năm người. Họ thuộc Công ty TNHH bảo vệ dịch vụ Gia Khang, giữ nhiệm vụ trông xe và bảo vệ chung cư. Công ty bảo vệ này được Công ty dịch vụ địa ốc Sài Gòn thuê, phía đã ký hợp đồng với chủ đầu tư của chung cư Carina là Công ty Hùng Thanh.
Sở Xây dựng TP.HCM cho biết, về nội dung chung cư Carina đến nay chưa có Ban quản trị, công ty Hùng Thanh tuy ký hợp đồng với công ty cổ phần Địa ốc Sài Gòn để quản lý vận hành chung cư, nhưng hợp đồng chưa đầy đủ theo quy định về cơ chế quản lý, sử dụng nhà chung cư như: không có nội dung điều khiển duy trì hoạt động bảo dưỡng duy trì hệ thống thang máy, hệ thống báo cháy tự động, hệ thống chữa cháy, dụng cụ chữa cháy.

## Diễn biến
Theo Cảnh sát Phòng cháy chữa cháy Thành phố Hồ Chí Minh, ngọn lửa xuất phát từ một chiếc xe máy SYM Attila trong hầm để xe nằm giữa hai tòa nhà A và B thuộc khu chung cư Carina. Hầm rộng hàng nghìn m2, chứa hơn 1.000 xe máy. Theo Đại tá Nguyễn Văn Băng (Phó Giám đốc Cảnh sát phòng cháy chữa cháy Thành phố Hồ Chí Minh), thời gian xảy ra vụ hỏa hoạn là 1 giờ 15 phút sáng. Hệ thống báo cháy không hoạt động, ngọn lửa nhanh chóng lan rộng toàn hầm, thiêu rụi toàn bộ số xe. Khói độc từ vụ cháy lan ra khu vực cầu thang thoát hiểm, vốn bị một số hộ dân cư trú ở các tầng thấp mở ra để tiện di chuyển, và len lỏi vào các căn hộ.
Do sự việc diễn ra vào đêm, nhiều hộ dân bị ngộ độc khí trong khi ngủ. Nhiều người lao ra ban công nhưng không tìm được lối thoát, bèn trở lại phòng chịu chết. Khi đám cháy mới lan rộng, các bảo vệ của khu chung cư là Trần Văn An, Nguyễn Thanh Sang, Lê Gia An đã cố gắng đánh thức các hộ dân trong chung cư, đưa người bị ngộ độc ra ngoài. Ước tính có 40 người được được các bảo vệ cứu sống, bảo vệ Trần Văn An sau đó bị ngạt thở tử vong tại lầu 5.
Sau 12 phút, Cảnh sát Phòng cháy chữa cháy Thành phố Hồ Chí Minh huy động lực lượng gồm 34 xe chữa cháy chuyên dụng và 205 chiến sĩ đến hiện trường, tập trung dập lửa cứu 150 người, hướng dẫn 1.000 người thoát nạn. Đến 4h sáng, đám cháy được khống chế.
11h 56 phút trưa cùng ngày, một đám cháy khác bùng phát tại tòa nhà C thuộc khu chung cư Carina khiến nhiều cư dân của tòa nhà A đang tạm trú tại đó tháo chạy hoảng loạn. Đám cháy ban đầu được cho là xuất phát từ sự cố chập điện máy phát của lực lượng phòng cháy chữa cháy, nhưng sau đó được phủ nhận. Đám cháy này được dập tắt sau 10 phút.

## Hậu quả
Vụ hỏa hoạn khiến 13 người chết, 60 đến 91 người bị thương, nhiều người trong tình trạng nguy kịch. Vụ hỏa hoạn tại tòa nhà C khiến 1 Cảnh sát Phòng cháy chữa cháy bị thương. Về tài sản, thiệt hại 343 xe máy, trong đó có 303 xe bị cháy hoàn toàn; 10 xe ôtô cháy hoàn toàn, 7 xe cháy một phần.
Trong số các nạn nhân của vụ hỏa hoạn, có ít nhất 1 người tử vong do ngã từ trên tầng cao khi dùng dây để thoát hiểm, đó là bà Lê Lưu Bích Phượng, Bí thư kiêm Chủ tịch Ủy ban nhân dân phường Nguyễn Thái Bình, quận 1.

## Khắc phục hậu quả
Ngày 23 tháng 3, Bí thư Thành ủy Nguyễn Thiện Nhân đã xuống hiện trường vụ cháy, thăm hỏi các nạn nhân đang điều trị tại Bệnh viện Nguyễn Tri Phương và chủ trì buổi họp báo thông tin về vụ cháy, yêu cầu kiểm tra làm rõ nguyên nhân vụ cháy. Cùng buổi sáng, Thủ tướng Nguyễn Xuân Phúc đã gửi công điện yêu cầu tập trung khắc phục hậu quả vụ cháy ở chung cư Carina Plaza, điều tra làm rõ nguyên nhân vụ cháy, xử lý nghiêm theo pháp luật.
Toàn bộ chung cư Carina bị cắt điện nước để phục vụ công tác điều tra, bảo trì lại những nơi bị hư hỏng, hiện chưa có thông tin khi nào những công đoạn đó hoàn thành. Đến tháng 4 năm 2018, những hộ dân sống tại khu A, B của chung cư Carina hầu như đã chuyển ra bên ngoài sinh sống. Còn khu C do ít bị ảnh hưởng, nên hàng chục gia đình vẫn bám trụ, sống trong cảnh không điện và không nước.
Số tiền phía chủ đầu tư khắc phục thiệt hại và bồi thường đến nay là hơn 20 tỷ đồng. Công ty cũng đã yêu cầu Công ty SEJCO (Công ty Hùng Thanh trước đó thuê Công ty SEJCO thực hiện việc quản lý vận hành, phòng cháy chữa cháy, quản lý bãi xe của chung cư) cùng phối hợp thực hiện việc khắc phục.
Sau nhiều tháng thi công sửa chữa, các đơn vị đã cơ bản hoàn thành nhiều hạng mục bị hư hại. Ngày 4 tháng 9 năm 2018, lực lượng chức năng đang tiến hành nghiệm thu những hạng mục cuối cùng để đảm bảo an toàn khi người dân về ở. Theo đại diện chủ đầu tư chung cư Carina, hiện tại đơn vị đã thành lập lực lượng gồm 18 bảo vệ và 5 nhân viên kỹ thuật đã qua đào tạo về phòng cháy chữa cháy để làm việc tại chung cư. Cùng với đó tại chung cư đã thiết lập 1 trung tâm cảnh báo cháy, khi xảy ra sự cố về cháy nổ, hệ thống này sẽ cảnh báo trực tiếp đến lực lượng Cảnh sát phòng cháy và chữa cháy quận 8 và Cảnh sát phòng cháy và chữa cháy TPHCM. Ngoài ra, sau khi hoàn thành công tác nghiệm thu, chủ đầu tư chung cư sẽ mời lực lượng tập huấn, hướng dẫn về phòng cháy chữa cháy cho toàn bộ cư dân Carina ngay sau khi họ được về nơi ở.
Ngày 17 tháng 10 năm 2018, Bộ Xây dựng có văn bản chấp thuận nghiệm thu công trình sau khi sửa chữa, cư dân chung cư Carina trở về nhà sau 7 tháng xảy ra hoả hoạn.

## Điều tra
Ban đầu có sự nghi ngờ vụ hỏa hoạn do người cố ý gây nên, tuy nhiên cảnh sát phòng cháy và chữa cháy sau đó đã xác nhận đây chỉ là sự cố. Theo người dân, năm 2017 tại chung cư cũng từng xảy ra hỏa hoạn nhưng không được đơn vị chủ đầu tư trình báo.
Ngày 25 tháng 3, ông Nguyễn Văn Tùng, giám đốc Công ty Hùng Thanh, công ty con trực thuộc Công ty Cổ phần Đầu tư Năm Bảy Bảy (NBB), chủ đầu tư của khu chung cư, đã tuyên bố nhập viện và từ chối tiếp xúc với cơ quan điều tra.
Ngày 26 tháng 3, đại tá Nguyễn Sĩ Quang, Trưởng phòng tham mưu kiêm người phát ngôn của Công an thành phố đã cho biết Văn phòng Cơ quan Cảnh sát điều tra Công an Thành phố Hồ Chí Minh đã khởi tố vụ án để điều tra hành vi vi phạm quy định về phòng cháy chữa cháy xảy ra tại chung cư Carina Plaza.
Theo Cảnh sát Phòng cháy và chữa cháy, vào thời điểm xảy ra hỏa hoạn, không có bảo vệ nào có mặt tại địa điểm xảy ra để ngăn chặn sự cố ngay từ đầu, suốt 13 phút không có ai phát hiện chuyện này để làm công tác phòng cháy chữa cháy. Khu chung cư Carina Plaza từng bị Cảnh sát phòng cháy chữa cháy kiểm tra tổng cộng 22 lần, xử lý 4 lần với 7 lỗi. Trong đó có 23 lỗi hệ thống phòng cháy chữa cháy, 3 lỗi hệ thống thoát nạn. Đồng thời hệ thống thoát hiểm đã bị một số người dân mở ra và chèn gạch trước khi xảy ra hỏa hoạn, khiến toàn hệ thống thoát hiểm bị vô hiệu hóa. Ngoài ra, hệ thống báo cháy tự động có âm thanh không hoạt động, hệ thống phun nước chữa cháy tự động không hoạt động, máy bơm bù áp dùng để phun nước lên tầng cao rồi chảy xuống từng nhà cũng không hoạt động.
Ngày 20 tháng 4, Công an TP HCM khởi tố, bắt tạm giam ông Nguyễn Văn Tùng (41 tuổi, nguyên Giám đốc Công ty Hùng Thanh) - đơn vị chủ đầu tư về cáo buộc Vi phạm quy định về phòng cháy chữa cháy theo Điều 313 Bộ luật hình sự Việt Nam. Một cán bộ khác của Công ty Hùng Thanh là ông Trần Quang Hải (45 tuổi, Trưởng Ban quản lý dự án City Gate Towers) cũng bị triệu tập.
Qua quá trình điều tra ban đầu, các cán bộ của PC44 (Cơ quan Cảnh sát điều tra Công an TP.HCM) đã tìm ra chứng cứ xác định một số người có trách nhiệm liên quan tới chủ đầu tư và các bên liên đới đã gian dối, mượn thiết bị phòng cháy chữa cháy để đối phó cơ quan chức năng trong quá trình kiểm tra công tác phòng cháy chữa cháy tại công trình này. Không chỉ mượn thiết bị phòng cháy chữa cháy để đối phó cơ quan chức năng kiểm tra, việc vận hành, bảo trì, bảo dưỡng hệ thống phòng cháy chữa cháy cũng có nhiều vi phạm khiến các hạng mục công trình phòng cháy chữa cháy không đủ sức ngăn cản vụ cháy lan, gây hậu quả vô cùng nặng nề.
Ngày 16 tháng 2 năm 2022, theo nguồn tin của phóng viên báo Thanh Niên, sau gần 5 năm vụ cháy chung cư Carina, hồ sơ đã hoàn tất chờ xét xử: Viện KSND TP.HCM đã hoàn tất cáo trạng và chuyển hồ sơ sang TAND TP.HCM .

## Tri ân
Ngày 14 tháng 4 năm 2018, hơn 70 hộ dân sinh sống tại chung cư Carina đến trụ sở Cảnh sát Phòng cháy và chữa cháy Thành phố Hồ Chí Minh để gửi lời cảm ơn, tri ân sự dũng cảm của người lính cứu hoả đã cứu hơn 1.000 người thoát khỏi vụ cháy.